# Aberdeen (Ohio)
Aberdeen egy falu Brown megyében, Ohio államban, az Ohio folyó partján. A falut a Simon Kenton Emlékhíd köti össze a Kentucky állambeli Maysville várossal.

## Demográfiai adatok
A 2000-es népszámlálási adatok szerint Aberdeen lakónépessége 1603 fő, a háztartások száma 689 és 436 család él itt a faluban. A népsűrűség 437,7 fő/km². A lakások száma 825, átlagban minden km²-re 225,9 lakás jut. A lakónépesség 96,88%-a fehér ember, 1,37%-a afroamerikai, 0,81% indián, 0,19%-a ázsiai, 0,37%-a egyéb rasszhoz tartozó és 0,37%-a két vagy több rasszhoz tartozik.

## Történelme
Aberdeen falut 1796-ban alapította James Edwards az Ohio folyó északi partján. A települést a skóciai várósról, Aberdeenről nevezték el, ahol James Edwards született.

## Éghajlata
| Hónap                                                                         | Jan. | Feb. | Már. | Ápr. | Máj. | Jún. | Júl. | Aug. | Szep. | Okt. | Nov. | Dec. | Év   |
| ----------------------------------------------------------------------------- | ---- | ---- | ---- | ---- | ---- | ---- | ---- | ---- | ----- | ---- | ---- | ---- | ---- |
| Átlagos max. hőmérséklet (°C)                                                 | 6,0  | 6,9  | 12,9 | 19,1 | 24,6 | 29,1 | 31,2 | 30,4 | 27,3  | 21,0 | 13,0 | 7,1  | 19,1 |
| Átlagos min. hőmérséklet (°C)                                                 | −5,1 | −4,8 | −0,2 | 4,7  | 10,1 | 15,2 | 17,5 | 16,8 | 13,0  | 6,3  | 0,9  | −3,6 | 6,0  |
| Átl. csapadékmennyiség (mm)                                                   | 94   | 79   | 109  | 97   | 107  | 99   | 114  | 99   | 81    | 66   | 81   | 91   | 1117 |
| Forrás: Weatherbase: Historical Weather for Aberdeen, Ohio. Weatherbase, 2011 |      |      |      |      |      |      |      |      |       |      |      |      |      |

## Galéria

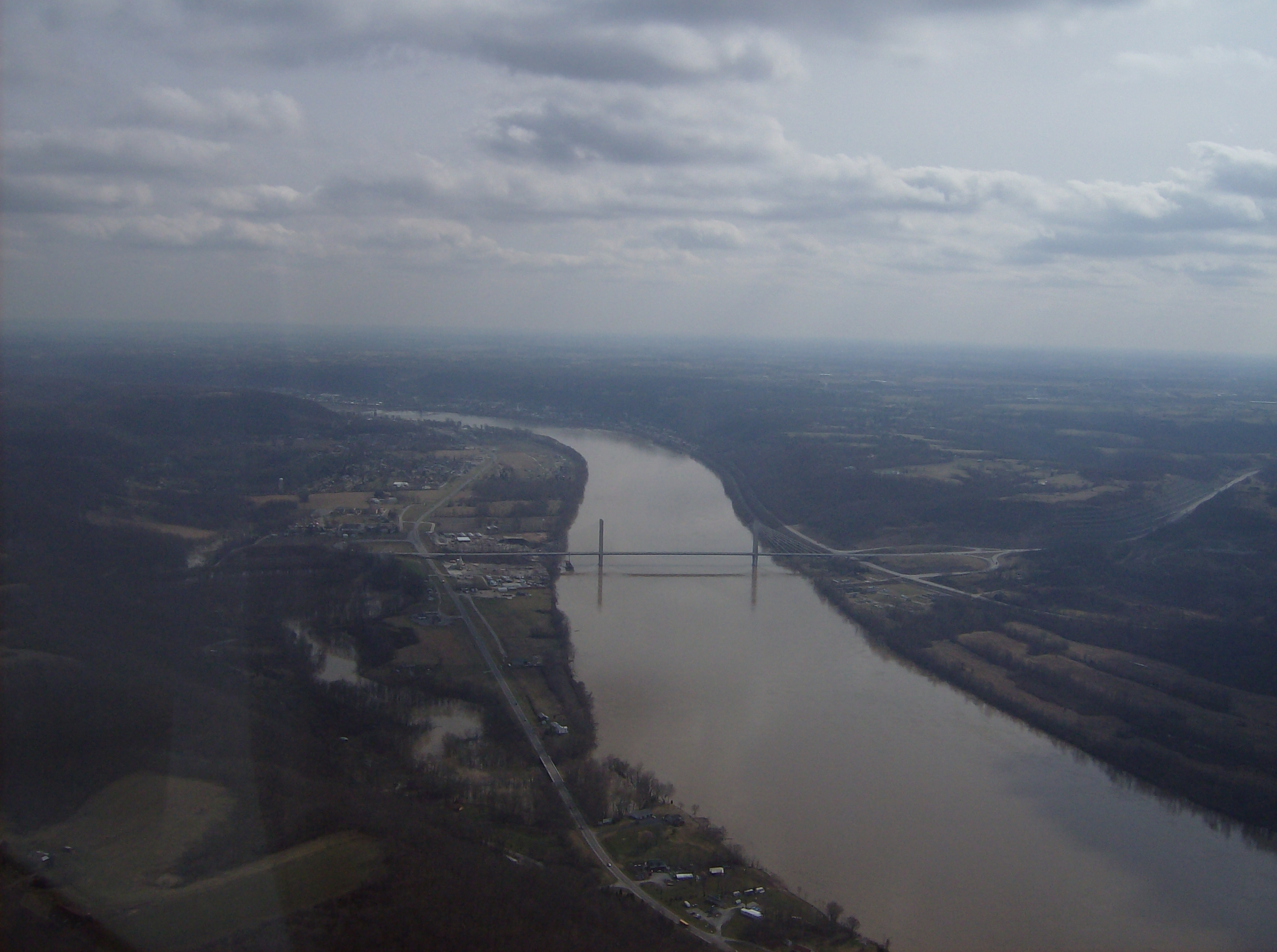
Az Ohio folyó a levegőből, a képen látható városok Aberdeen és Maysville. A folyót átszelő híd a Simon Kenton Emlékhíd (angolul Simon Kenton Memorial Bridge).
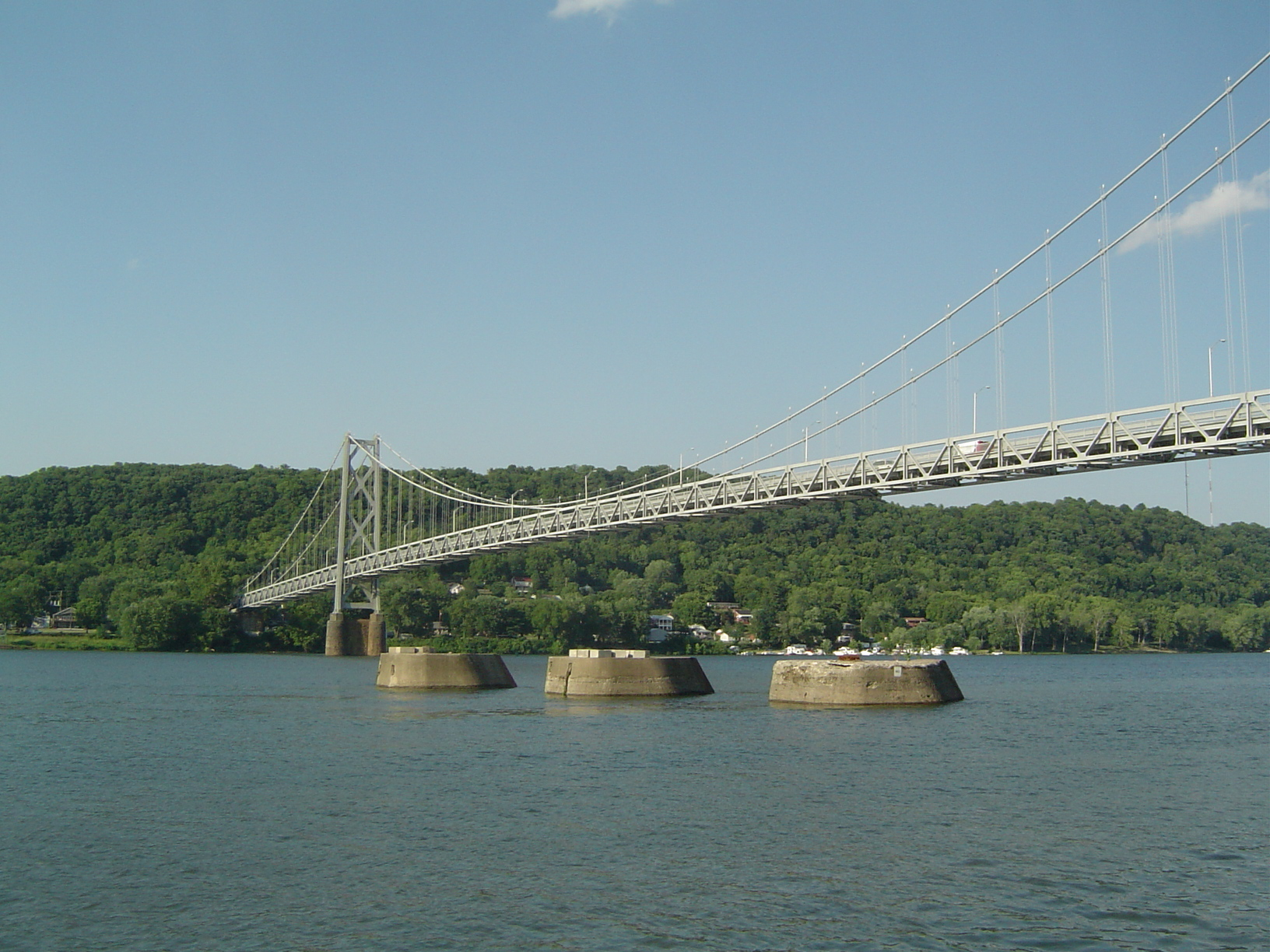
Simon Kenton Emlékhíd